# Rallus wetmorei
Rallus wetmorei là một loài chim trong họ Rallidae.